# 黔州
黔州（けんしゅう）は、中国にかつて存在した州。南北朝時代から宋代にかけて、現在の重慶市彭水県および貴州省務川県・沿河県一帯に設置された。

## 概要
564年（保定4年）、北周により設置された奉州を前身とする。574年（建徳3年）、奉州は黔州と改称された。
隋の開皇末年、黔州は彭水・涪川の2県を管轄した。607年（大業3年）に州が廃止されて郡が置かれると、黔州は黔安郡と改称された。
618年（武徳元年）、唐により黔安郡は黔州と改められた。742年（天宝元年）、黔州は黔中郡と改称された。758年（乾元元年）、黔中郡は黔州の称にもどされた。黔州は江南西道に属し、彭水・洋水・黔江・洪杜・信寧・都濡の6県を管轄した。
1228年（紹定元年）、南宋により黔州は紹慶府に昇格した。紹慶府は夔州路に属し、彭水・黔江の2県と56羈縻州を管轄した。
元のとき、紹慶府は四川等処行中書省に属し、彭水・黔江の2県を管轄した。
1371年（洪武4年）、明により紹慶府は廃止された。